# Родоман, Борис Борисович
Бори́с Бори́сович Родома́н (29 мая 1931, Москва — 26 декабря 2023, Москва) — советский и российский географ, теоретик географии; публицист.
Положил начало новому направлению теоретической географии, отражающему уникальные особенности СССР и России. Автор концепции «поляризованной биосферы» (1970), создатель своей версии языка и правил составления картоидов. Внёс важный вклад в рекреационную географию. Предлагал превратить большую часть России в природный парк-заповедник.
Бориса Родомана однажды назвали «легендой отечественной географии».

## Биография

### Детство
Родился в Москве, на Арбате. Отец — актёр и режиссёр драматического театра. Мать — работница швейной фабрики, после рождения ребёнка стала домашней хозяйкой. В детстве много путешествовал с родителями. Эвакуацию из Москвы в Западную Сибирь в 1941 году, после начала Великой Отечественной войны, воспринял как путешествие:
…Я, стоя на чемоданах, 12 дней смотрел в форточку товарного вагона. Ландшафт заменял мне кино и художественную литературу. Я не потребляю искусства, потому что оно навязывает эмоции и отвлекает от самостоятельного восприятия реальности, которая всегда интереснее любого вымысла.
В тринадцатилетнем возрасте систематически объезжал Москву на трамвае[значимость факта?]. В 17 лет путешествовал по Подмосковью, проходя в день до 30 км[значимость факта?]. Школой тяготился, но охотно занимался самообразованием. Читал научно-популярные книги по естествознанию, истории техники и архитектуры, всеобщую историю, различные энциклопедии. Изучал географические карты и атласы, любил словари и справочники.
…Учителя и одноклассники представлялись мне для учёбы лишними, а двор и мальчишки — враждебной средой. Никто не был для меня руководителем, любимым героем, кумиром, авторитетом. Воспоминания о старших классах особенно тягостны. К 14 годам я впал в озлобление и пессимизм, но в 18 лет решил перестроиться и принять окружающий мир… Моим возрождением стало поступление в Университет.

### Учёба в Московском университете
В 1953 году на 3 курсе написана курсовая работа о типах сельских населённых пунктов в дельте Волги.

### Географгиз и аспирантура
В 1955—1959 гг. работал в Государственном издательстве географической литературы, где редактировал главным образом научные издания, в том числе сборники «Вопросы географии», в редколлегии которых был одно время учёным секретарём. В 1959—1962 гг. состоял в очной дневной аспирантуре отдела физической географии в Институте географии АН СССР; участвовал в работе Полярно-Уральской экспедиции этого института и Днепропетровской экспедиции географического факультета МГУ. С 1962 года снова работал в Географгизе, который с 1963 года стал географической редакцией издательства «Мысль».

### Работа на географическом факультете МГУ
В 1965—1984 гг. работал в лаборатории экономического районирования при кафедре экономической географии СССР географического факультета МГУ, где начал заниматься географическими проблемами отдыха и туризма, защитил кандидатскую диссертацию в 1966 году и написал ряд фундаментальных статей по теоретической географии, принесших автору широкую известность среди советских географов и выходивших также в переводах за рубежом (в США, Греции, Индии и Польше). К преподаванию не привлекался, за исключением очень коротких спецкурсов, единичных лекций и ежегодных встреч со студентами, среди которых позже появилось небольшое число непосредственных последователей. Защита докторской диссертации была провалена объединённым учёным советом геофака МГУ в 1973 году. В 1984 году, через два года после смерти заведующего кафедрой экономической географии СССР Ю. Г. Саушкина, «Родомана выгнали с географического факультета МГУ, а теоретическую географию там де-факто запретили».

### После ухода из МГУ
В 1985 году занимался территориальными комплексными схемами охраны природы (ТерКСОП) в Институте генеральных планов Московской области. В 1986—1990 гг. работал во Всесоюзной научно-исследовательской лаборатории туризма и экскурсий (ВНИЛТЭ). В 1990 году защитил докторскую диссертацию в Институте географии АН СССР. С 1991 года в Московском институте развития образовательных систем (МИРОС) готовил большое учебное пособие — краеведческую монографию «Центральная Россия» (соавтор М. Р. Сигалов, в 2012 году вышло третье издание). В этом периоде своей жизни активно участвовал во всякого рода междисциплинарных симпозиумах — по теории классификации, «Биология и культура», «Куда идёт Россия?» и пр., втягивался в публицистику на политические и экологические темы.

### Институт наследия
С 2007 г. был ведущим научным сотрудником Центра гуманитарных исследований пространства Российского научно-исследовательского института культурного и природного наследия имени Д. С. Лихачёва (Института наследия). Печатался в научном и культурно-просветительском альманахе «Гуманитарная география». предложил экологическую специализацию России в мировом хозяйстве — превращение бо́льшей части страны в природные парки и заповедники. В ходе реорганизации Института наследия уволен в октябре 2015 года за прогул.

### Сближение с художниками
Географические картоиды Б. Б. Родомана демонстрировались на четырёх выставках «Метагеография» как произведения современного концептуального искусства:
1. в Воронеже, в Картинной галерее им. И. Н. Крамского в августе — сентябре 2014 года;
2. в Москве, в Третьяковской галерее с 24 сентября 2015 по 7 февраля 2016 года [12];
3. в Лондоне, в Пушкинском доме (Доме русской культуры), в сентябре—октябре 2017 года;
4. во Владивостоке, в Центре современного искусства «Заря», с 10 октября 2018 по 13 января 2019 года.

В марте 2019 года все эти картоиды переданы на постоянное хранение в штаб-квартиру Русского географического общества в С.-Петербурге.

### Смерть
Умер 26 декабря 2023 года. Согласно его воле, тело было кремировано, прах развеян.

## Научная деятельность
Научные интересы: теоретическая география, теория районирования, географические картоиды, моделирование российского культурного ландшафта, экология человека, рекреационная география, искусство путешествий, охрана природы, географические особенности и судьба России.
Доктор географических наук (1991). Автор около 585 научных и научно-популярных публикаций, в том числе трёх научных книг по теоретической географии и экологии человека; около 340 научных докладов и выступлений.
С 2012 года Б. Б. Родоман сотрудничал с Татьяной Ильиничной Герасименко (соавторство, научные конференции, путешествия).

### Труды Б. Б. Родомана
- Полная библиография опубликованных сочинений 1956—2015
- Научные доклады и выступления: Хронологический перечень (1959—2016)

#### Научные книги: серия «Теоретическая география и культурный ландшафт»
- Территориальные ареалы и сети. Очерки теоретической географии. Смоленск: Ойкумена, 1999. 256 с.
- Поляризованная биосфера: Сборник статей. Смоленск: Ойкумена, 2002. 336 с.
- География, районирование, картоиды. Сборник трудов. Смоленск, Ойкумена, 2007. 368 с.
- Культурный ландшафт и судьба России. М.: Директ-Медиа, 2023. 488 с.

#### Прочие книги и брошюры
- Введение в социальную географию. Курс лекций. М.: Изд. Росс. открытого ун-та, 1993. 78 с.
- Под открытым небом: О гуманистичном экологическом воспитании. М.: Рос. гуманистич. об-во, 2004. 184 с.; изд. 2-е, М.: КМК, 2006. 184 с.
- Центральная Россия. География, история, культура. М.: Гелиос АРВ, 2007. 504 с. (Соавтор М. Р. Сигалов).
- Центральная Россия. Ландшафт, поэзия, культура. М: Гелиос АРВ, 2009. 496 с. (Соавтор М. Р. Сигалов).
- Центральная Россия. Ландшафт, общение, искусство. М.: Гелиос АРВ, 2012. 512 с. (Соавтор М. Р. Сигалов).
- Шеф и его подруга: Любовь на кафедре и в лаборатории. Смоленск: Ойкумена, 2011. 78 с.

#### Некоторые статьи

##### В научных журналах и сборниках
- Роль некоторых природных условий в формировании особенностей России // Куда идёт Россия?.. Общее и особенное в современном развитии. М.: Интерцентр, 1997, с. 59 — 63.
- Образы Государства, внедряемые в массовое сознание // Куда идёт Россия?.. Общее и особенное в современном развитии. М.: Интерцентр, 1997, с. 302—308.
- Перспективы эволюции федеральных округов // Российские регионы и центр: взаимодействие в экономическом пространстве. — М.: Ин-т географии РАН, 2000, с. 36 — 41.
- Этические отличия науки от псевдонауки // В защиту разума: Против агрессии шарлатанства и паранормальных верований в российскую культуру начала XXI века / Мат-лы Междунар. симпозиума «Наука, антинаука и пара¬нормальные верования» (Москва, 3 — 7 окт. 2001) / Биб-ка ж-ла «Здравый смысл». — М.: Росс. гуманистич. об-во, 2003, с. 171—176
- Экологическая специализация России в глобализирующемся мире (Проект нестандартного решения) // Общественные науки и современность, 2006, № 2, с. 78 — 88.
- «Девиационизм» в российской идеологии // Пути России: преемственность и прерывистость общественного развития. — М.: МВШСЭН, 2007, с. 32 — 326.
- Принципы формирования зон консервации и модернизации в культурном ландшафте // Гуманитарная география: Научный и культурно-просветительский альманах, вып. 4. — М.: Ин-т наследия, 2007, с. 96 — 99.
- Из столицы в провинцию: крутой склон // Гуманитарная география: Научный и культурно-просветительский альманах, вып. 5. — М.: Ин-т наследия, 2008, с. 6 — 15 www.intelros.ru 21 дек. 2011
- Традиционный культурный ландшафт: основные проблемы типологии, районирования и воображения // Международный журнал исследований культуры (электронное издание), 2011, № 4 (5), [28.XII], с. 47 — 53; 1 л.
- Проблемы физической и ментальной реабилитации степей ввиду перекоса русской культуры в сторону лесистого Севера / Степи Северной Евразии. Мат-лы VI междунар. симп. и VIII междунар. школы-семинара "Геоэкологич. проблемы степных регионов. Оренбург, 2012, с. 614—619.
- Российская внутренняя периферия: взгляд в разных приближениях, на разных уровнях // Российская глубинка — модели и методы изучения. — М.: Ин-т географии РАН; Эслан, 2012, с. 41 — 48.
- Мораль личности и мораль государств: «Quod licet Jovi, non licet bovi»? // Философия и актуальные проблемы образования: история, современность, перспективы: сб. науч. тр. II Междунар. науч. конф. — Кострома: КГТУ, 2013, с. 59 — 65.
- Надо ли уменьшать эксцентриситет России? Оценка прожектов переноса столицы с точки зрения теоретической географии // Перенос столицы: Исторический опыт геополитического проектирования. — Мат-лы конф. 28 — 29 окт. 2013 г. — М.: Ин-т всеобщей истории РАН; Аквилон, 2013, с. 120—124.
- Сезонные ритмы в моей жизни // Проблемы теоретической и гуманитарной географии: Сборник научных статей, посвящённый 80-летию со дня рождения Б. Б. Родомана. — М.: Ин-т наследия, 2013, с. 11 — 34.
- Сетевые и анизотропные географические пространства // Проблемы теоретической и гуманитарной географии: Сборник научных статей, посвящённый 80-летию со дня рождения Б. Б. Родомана. — М.: Ин-т наследия, 2013, с. 75 — 83.
- Теоретическая география о ценности разнообразия ландшафта // Разнообразие как фактор и условие территориального развития. Сб. статей. Ч. I. Гл. 1 — 3. — М.: Эслан, 2014, с. 47 — 50.
- Сохраним русскую деревню! (Хотя бы в качестве музея-заповедника) // Пути России. Альтернативы общественного развития. 2.0 / Сб. статей. — М.: НЛО, 2015. Т. ХХ, с. 389—396.
- Аморальные факторы ухудшения ландшафта  // Внеэкономические факторы пространственного развития. Сб. статей. — М.: Эслан, 2015, с. 121—126.
- Ecological specialization as a desirable future for Russia // Крестьяноведение. — Т. 2. — № 3. — М.: ИД «Дело», 2017. — с. 28 — 43.[16]

##### В научно-популярных и публицистических журналах
- Полесья и ополья. Две половины России // География, 1995, № 4 (65), янв., с. 8.
- Весенняя лыжня // География, 1995, № 18 (80), май, с. 1 — 3.
- Девиационизм. Сошли ли мы с правильного пути? // Путь, 1995, № 8, с. 311—318.
- Rasputitsa. Мысли о российском бездорожье // География, 1996, № 21 (145—146), июнь, с. 1, 4, 5.
- Склон долголетия // Природа и человек (Свет), 1998, № 1, янв., с. 34 — 37.
- Наука как нравственно-психологический феномен // Здравый смысл, 1999, № 11, с. 45 — 53; № 12, с. 29 — 37.
- Фобия потери территориальной целостности // Неприкосновенный запас, 1999, № 6 (8), с. 10 — 15.
- Великое приземление (парадоксы российской субурбанизации) // Отечественные записки, 2002, № 6, с. 404—416.
- Русская саванна // География, 2004, № 5 (732). 1 — 7 фев., с. 3 — 11; (Соавтор В. Л. Каганский).
- Экологические блага российского милитаризма // Отечественные записки, 2004, № 1 (16), с. 369—377. (Соавтор В. Л. Каганский).
- Сколько субъектов нужно Федерации? // Отечественные записки, 2004, № 2 (17), с. 285—294.
- Российский ландшафт против волюнтаризма власти // Отечественные записки, 2005, № 4 (25), с. 330—340.
- Досуг вне государства: самоорганизация походных туристов // Отечественные записки, 2005, № 6(27), с. 206 −213.
- Экономика всеобщего загрязнения  // Отечественные записки, 2007, № 2 (35), с. 45 — 52.
- Распределение ролей в неформальном досуговом коллективе. — М.: Ин-т по связям с общественностью. 7.12.2007.
- «Автомобильный тупик России и мира». — Текст лекции (с ответами на вопросы), прочитанной 13 декабря 2007 г. в кафе «Билингва» в рамках проекта «Публичные лекции „Полит.ру“» 13 декабря 2007 г.
- Непал: Экзотика в объятиях глобализации // География, 2009, № 13 (885), 1 — 15 июля, с. 9 — 14; № 14 (886), 16 — 31 июля, с. 9 — 14.
- Клерикализация российского экскурсионного туризма // Здравый смысл, 2009, № 4 (53), с. 46 — 49.
- Глумление над Байкалом продолжается // Проект Байкал. Архитектурный журнал для Сибири и Дальнего Востока. Иркутск, 2009, № 22, с. 72 — 75.
- Мы уже не обезьяны, но ещё не люди // Здравый смысл, 2010, № 3 (56), с. 21 — 25.
- Погоня России за вчерашним днём Запада // Здравый смысл, 2011, № 4 (61) — 2012, № 1 (62), с. 38 — 41.

#### Автобиографии, мемуары, интервью
- Моя жизнь в единой географии // Территориальные ареалы и сети. Очерки теоретической географии. Смоленск: Ойкумена, 1999. С. 238—251.
- Никонов, Александр. Дачная мерзость. Институт дач тормозит нашу экономику и вредит экологии, считают специалисты. [Интервью с Б. Б. Родоманом] // Огонёк, № 37 (4765) сентябрь 2002, с. 22—25.
- Беседы о недавнем прошлом. Четыре интервью Александру Левинтову 2009.
- Теоретическая география как рефлексия ландшафтоведения. Доклад в Институте географии РАН. 18 марта 2008 г.
- Беседа на высоте птичьего полёта [интервью с Б. Б. Родоманом]. Беседовали Александр Левинтов и Ольга Балла. Предисловие — Александр Левинтов. Знание — сила, 2011, № 2, с. 61 — 66.
- Сдвинутая Москва. (Интервью с Б. Б. Родоманом). Беседовал Сергей Кутейников // Волоколамская неделя, 2012, с. 410.
- Беседы для устной истории. [Интервьюер — Юрий Самодуров] // Проза.ру, сб-к «Из воспоминаний», 2017.
- С детства в географию // Проза.ру, сб-к «Из воспоминаний», 2021.

## О Борисе Родомане
- Ивантер, Нина. Большой день / Школьники отчитываются перед Родиной // Московский большевик, 21 мая 1944 г., № 120 (1594). [Об экзамене по географии у пятиклассников. Фото Н.Семёнова].
- Семевский Б. Н. Рец. на кн.: Природа и общество. Сборник статей. М.: Наука, 1968 // Изв. Всесоюзн. геогр. об-ва, 1969, № 2, с. 164—171.
- Лысенко Ю. Ф., Юренков Г. И. Обсуждение сборника «Природа и общество» // Изв. Всесоюзн. геогр. об-ва, 1969, № 4, с. 383—390.
- Исаченко А. Г. Развитие географических идей. — М.: Мысль, 1971. С. 333.
- Исаченко А. Г. О единстве географии // Изв. Всесоюзн. геогр. об-ва, 1971, № 4, с. 289—310.
- Саушкин Ю. Г. Экономическая география: история, теория, методы, практика. — М.: Мысль, 1973, с. 170—171.
- География: три парадокса нынешнего дня. Кандидат географических наук А. Д. Арманд беседует с нашим корреспондентом Т. Чеховской // Знание—сила, 1973, № 10, с. 12.
- Арманд Д. Л. Наука о ландшафте (Основы теории и логико-математические методы). — М.: Мысль, 1975, с. 272.
- Саушкин Ю. Г. История и методология географической науки (курс лекций). — М.: Изд-во МГУ, 1976, с. 363—364.
- Попов А. В. Пути оздоровления окружающей человека среды градостроительными средствами (обзор). — М.: ЦНИТИ по гражданскому строительству и архитектуре, 1976, с. 6 — 9.
- Геренчук К. И. К итогам Всесоюзного симпозиума по теоретическим вопросам географии // Изв. Всесоюзн. геогр. об-ва, 1978, № 3, с. 282—283.
- Геренчук К. И. О теоретической географии // Изв. Всесоюзн. геогр. об-ва, 1978, № 6, с. 521—525.
- Анучин В. А. Основы природопользования. Теоретический аспект. — М.: Мысль, 1978, с. 205—206.
- Саушкин Ю. Г. Географическая наука в прошлом, настоящем, будущем. — М.: Просвещение, 1980, с. 52, 227, 228.
- Roosaare, Juri. Tulevikuvaateid teoreetilise geograafia koverpeeglis (Взгляды на будущее в кривом зеркале теоретической географии) // Eesti loodus (Природа Эстонии), 1984, июнь, с. 352.
- Хорев Б. С. К переизбранию не рекомендован // Литературная газета, 20 марта 1985 г., с 11.
- Cathcart R.B. Improving the status of Rodoman’s electronic geography proposal // Speculations in Sciences and Technology, Vol. 9, No 1, April 1986, pp. 37 – 40.
- Краснопольский А. В. Отечественные географы (1917—1992). Биобиблиографический справочник (в 3-х томах). Т. 2. Л — Х; с. 253—254. — СПб, 1993.
- Cathcart R.B. Seeing is believing: planetographic data display on a spherical TV // Journal of The British Interplanetary Society, Vol. 50, 1997, pp. 103–104.
- Стресс и эрос советской прессы. Интервью с Владимиром Линдерманом (Абелем)
- Прусс И. Географ как поэт, художник и экскурсовод. Экономическая фантазия // Знание — сила, 1997, январь, с. 116—117.
- Абелев Г. И. Некролог или диагноз? (Послесловие к статье Б.Родомана) // Здравый смысл, 1999, № 12, с. 38 — 39.
- Замятин Д. Н. Моделирование географических образов: Пространство гуманитарной географии. — Смоленск: Ойкумена, 1999, с. 37.
- Солнцев, Владимир. К выходу книги Б. Б. Родомана // Солнцев, Владимир. Словесная листва [стихи]. — М., издано на кафедре ФГМиГ [геогр. ф-та МГУ], 2000, с. 42.
- Шупер В. А. Комментарий редактора [к статье Б. Б. Родомана «Метаморфозы российского пространства»] // Вторые сократические чтения по географии (Плёс, 26-29 мая 2001). Сб-к докладов. Под ред. В. А. Шупера. — М.: Изд-во УРАО, 2001, с. 98-102.
- Каганский В. Л. Узор ковра. Земной и идеальный портрет российско-советского пространства. Рец. на кн.: Родоман Б. Б. Территориальные ареалы и сети. Очерки теоретической географии. — Смоленск: Ойкумена, 1999. — 256 с. // НГ Экслибрис. — 6 июля 2000 г.
- Левинтов А. Е. Небольшая Советская Энциклопедия, т. III. Игра вдвоём наедине со всеми. — М.: Полиграфикс, 2000 [по титулу] или 2001 [по данным типографии], с. 327, 371, 372, 493.
- Архангельский А. Н. Ещё не вечер. По поводу статьи Бориса Родомана // Неприкосновенный запас, 2001, № 3 (17), с. 30 — 33.
- Каневский З. М. Жить для возвращения. — М.: АГРАФ, 2001, с. 47.
- Николаенко Д.В. Б.Б. и др. Потенциал и реалии теоретической географии [2001] // Д. В. Николаенко. Сочинения. СПб, Амадеус, 2002. 3-е изд. на CD-ROM
- Каганский В. Л. Концептуальное путешествие по земному ковру (к семидесятилетию Б. Б. Родомана) // Кентавр: Методологический и игротехнический альманах. — 2002. — Вып. 28.
- Богучарсков В. Т. История географии: Учебное пособие. — М., Ростов н/Д: Изд. центр «МарТ», 2004, с. 7, 241, 435—438.
- Исаченко А. Г. Теория и методология географической науки. — М.: Academia, 2004, с. 128, 131, 142, 143, 246.
- Штильмарк Ф. Р. Отчёт о прожитом: Записки эколога-охотоведа. — М.: «Логата», 2006.
- Шварц Е. А. Инженерные линейные сооружения: фрагментация ландшафтов и сохранение биоразнообразия // Экологическое планирование и управление. 2007, № 1(2), с. 26 — 37.
- Сметанин, Евгений. На 75-летие Бориса Борисовича Родомана // Сметанин, Евгений Константинович. Навязчивые мысли переходного периода (в рифму и без). — М.: Рос. гуманист. об-во, 2007, с. 151.
- Каганский В. Л. Пространство в теоретической географии школы Б. Б. Родомана: итоги, проблемы, программа] // Известия РАН. Серия географическая. — 2009. — № 2. — С. 1-10.
- Тасминский А. И. Гуманистический эколог. (Борис Родоман) // Тасминский А. И. Симпатичные люди. — М.: Рос. гуманист. об-во, 2009, с. 96 — 99.
- Сметанин, Евгений. Борису Борисовичу Родоману в день рождения [29 мая 2009] // Сметанин, Евгений Константинович. Безбожная стихия (стихи разных лет). — М.: Рос. гуманист. об-во, 2009, с. 21-22.
- Теория социально-экономической географии: спектр современных взглядов / Ред. и сост. А. Г. Дружинин и В. Е. Шувалов. — Ростов-на-Дону: Изд-во ЮФУ, 2010, с. 9, 34, 66, 97, 103.
- Шупер В. А. Похищение теоретической географии (по поводу статьи В. Л. Каганского) // Изв. РАН, серия геогр., 2010, № 2, с. 112—119.
- Баранцев Р. Г. Вешки интереса. — Москва — Ижевск: Институт компьютерных исследований, НИЦ «Регулярная и хаотичная динамика», 2010, с. 67 — 72. [Полный отчёт об изгнании Б. Б. Родомана из МГУ в 1984 г.].
- Бейдык А. А. Выдающийся географ, писатель и путешественник (к 80-летию со дня рождения Б. Б. Родомана) // Географія та туризм: Наук. зб. — Київ: Альтерпрес, 2011, вип. 16, с. 298—301.
- Зырянов А. И. Необыкновенный Родоман (тройной сюжет к юбилею ученого) // Географический вестник, 2011, № 4 (19), с. 82 — 83; 500 экз.
- Артоболевский С. С., Нефёдова Т. Г., Стрелецкий В. Н., Тархов С. А., Тишков А. А., Трейвиш А. И., Шупер В. А. 80 лет Борису Борисовичу Родоману // Изв. РАН, сер. геогр., 2011, № 6, с. 122—123.
- Каганский В. Л. Реабилитация пространства. (Беседовала Ольга Балла) // Русский журнал, 19.03. 2012.
- Смирнов, Илья. [Интервью о кн.:] Вукан Вучик. Транспорт в городах, удобных для жизни". [Интервьюер Марина Тимашева ] // Радио Свобода. Поверх барьеров — Российский час. 16 августа 2012
- Зелов Н. Книги о Центральной России // Весьегонская жизнь, 26 февраля 2013 г., № 8 (10 141).
- Катриона Келли. «Меня сама жизнь к жизни подготовила»: подростковый возраст в сталинской культуре // Журнальный зал НЛО 2013, 119
- Михайлов И. С. Воспоминания о географическом факультете МГУ (1948—1955) 31.10.2013.
- Левинтов А. А. Всю жизнь опережая жизнь // Проблемы теоретической и гуманитарной географии: Сборник научных статей, посвящённый 80-летию со дня рождения Б. Б. Родомана. — М.: Институт Наследия, 2013, с. 35-43.
- Чебанов С. В. Б. Б. Родоман: дело, личность, эпоха // Проблемы теоретической и гуманитарной географии: Сборник научных статей, посвящённый 80-летию со дня рождения Б. Б. Родомана. — М.: Институт Наследия, 2013, с. 44-64.
- Сигалов М. Р. С Родоманом—в ландшафте Центральной России // Проблемы теоретической и гуманитарной географии: Сборник научных статей, посвящённый 80-летию со дня рождения Б. Б. Родомана. — М.: Институт Наследия, 2013, с. 65-72.
- Каганский В. Л. Развивающая критика теоретической географии Б. Б. Родомана // Проблемы теоретической и гуманитарной географии: Сборник научных статей, посвящённый 80-летию со дня рождения Б. Б. Родомана. — М.: Институт Наследия, 2013, с. 84-113.
- Файбусович Э. Л. Читая автобиографию ровесника // Проблемы теоретической и гуманитарной географии: Сборник научных статей, посвящённый 80-летию со дня рождения Б. Б. Родомана. — М.: Институт Наследия, 2013, с. 343—348.
- [www.cr-journal.ru/rus/journals Замятин Д. Н. Презентация сборника научных статей, посвящённого 80-летию Б. Б. Родомана // Культурологический журнал. Электронное периодическое рецензируемое научное издание. 2014, № 2 (16)]
- Рассказов С. В. Основные направления и парадигмы российской географии. Краткий путеводитель для историков // Историческая география, 2014, № 2, с. 436—467.
- Самодуров Ю. В. Борису Родоману исполнилось 84 года // Троицкий вариант, 29 мая 2015 г.
- Дьяконов В. Земля в уме. Метагеография в Третьяковской галерее // Коммерсант, № 182, 5 октября 2015 г., с. 11.
- Гулин И. Не анализируй это. О выставке «Метагеография» в Третьяковской галерее // Коммерсант-weekend, 31 октября 2015 г.
- Рейф, Игорь. Проект альтернативного пути развития России. [Интервью с Борисом Родоманом ] // Кругозор. Интернет-журнал. Сентябрь 2016.
- [www.socialcompas.com/2016 Вольф Кицес. P.S. Поляризация ландшафта, устойчивое развитие и плановая экономика. [Постскриптум к публикации статей Б. Б. Родомана] // Социальный компас, 20.09.2016]
- Смирнов, Николай. Борис Родоман. Дискретизация территории: тело и текст // Природное и цифровое. Художественный журнал Moscow Art Magazine # 96. — М., 2016, с. 98 — 105.
- Смирнов, Николай. Зомби-манифест неолиберального урбанизма // Разногласия. Ж-л общественной и худож. критики, № 9, 29.10.2016
- Дроздов А. В. Offertorium. Приношение моим учителям — географам (1958—1965). — М.: КМК, 2016; с. 80 — 81.
- Волкова, Наталия. Генеалогия российской урбанистики // Коммерсант, 28 декабря 2016 г.
- Герасименко Т. И. Приоритеты Б. Б. Родомана в географической науке (к 85-летию со дня рождения) // Многовекторность в развитии регионов России: ресурсы, стратегии и новые тренды. — М.: ИГ РАН, 2017, с. 450—466.
- Вольф Кицес. [Примечания публикатора к статье:] Родоман Б. Б. Экспрессный транспорт, расселение и охрана природы // Социальный компас, 2017/05/04
- Вольф Кицес. [Примечания публикатора к статье:] Карпель М. Е., Родоман Б. Б. Проблемы рекреации в природоохранном районировании Московской области // Социальный компас, 2017/05/09
- Вольф Кицес. P.S. публикатора [статьи:] Родоман Б. Б. О борьбе в науке // Социальный компас, 2017/10/05
- Вольф Кицес. Капитализм против природы //[17]
- Вольф Кицес. Про Пущино, злопыхательное
- Полян П. М. Географические арабески: пространства вдохновения, свободы и несвободы. — М.: Изд-во ИКАР, 2017.
- Полян П. М. История с географией // Новая газета, 30 августа 2017 г.
- Шварц Е. А. Как спастись от городских джунглей? 16-я лекция из коллекции: Научная Россия.
- Поворазнюк, Светлана. «Чтобы у читателя мозги вынесло к чёртовой матери!» Пресса 90-х… // Lenta.ru, 24 декабря 2017.
- Victor I. Danilov-Danil’yan, Igor E. Reyf. The Biosphere and Civilization: In the Throes of a Global Crisis. — Springer International Publishing AG, part of Springer Nature. N.Y., 2018. — Chapter 15, pp. 237–244.
- Самодуров Ю. В. Главные природные богатства России—не полезные ископаемые // Континент. Интернет-газета. 7 апреля 2018.
- Сид И. О. Территория и ландшафт как палимпсест // География и туризм. Научный журнал. Вып. 1. Пермь, 2018, с. 131—143.
- Герасименко Т. И. Вклад Б. Б. Родомана в изучение рекреации и туризма // География и туризм. Научный журнал. Вып. 2. Пермь, 2018, с. 9 — 11.
- Вольф Кицес. Про Пущино, злопыхательное. О статье: Родоман Б. Б. Ландшафт для учёных
- Фридман В. С. «Город как заказник» (пока?) упускаемая возможность // Памяти Германа Павловича Гапочки. — М. МАКС-Пресс, 2018, с. 164—193.
- Вагнер, Екатерина. Во Владивостоке открылась философская выставка с географическим уклоном // Новости искусства. The art newspaper Russia. 15 октября 2018.[18]
- Лавренова О. А. «Российские гималайские исследования: вчера, сегодня, завтра». Всероссийская междисциплинарная конференция // Культура и время, 2018, № 1/2 (61), с. 208—211.
- Каганский В. Л. Дорожное // Семь искусств, № 12 (105), декабрь 2018.
- Киселёв В. Д. Картоиды для путешествующих туда и обратно // Химия и жизнь, 2018, № 12, с. 58-60.
- Вольф Кицес. [Примечания публикатора к статье:] Родоман Б. Б. Территориальная организация общественного обслуживания в городах // Социальный компас, 2018/12/23[19]
- Вольф Кицес. От публикатора [статьи: Родоман Б. Б. Организованная антропосфера // Природа, 1967, № 3] // Социальный компас, 01.03.2019.
- Nikolay Smirnov. Meta-geography and the Navigation of Space // e-flux Journal # 101 — June 2019[20]
- Царёв А. И. Понятие и методы определения внутренней периферии // Вестник Моск. ун-та. Серия 5. География. 2019, № 4, с. 33 — 42.
- Любичанковский А. В. Погружение в неведомое [интервью] // Оренбуржье. Новости, события, люди. 5 февраля 2020 г.
- Владимир Каганский: «Места начали быть» // Журналистика и медиарынок, 2/2020, с. 27 — 28.
- Вольф Кицес. Разбор популярных мифов про охрану природы // Социальный компас, 14.03.2020.
- Полян П. М. «Круг географии» и судьба антропогеографа (к 150-летию со дня рождения Вениамина Петровича Семёнова- Тян-Шанского) // Изв. РАН, сер. геогр., 2020, т. 84, № 5, с. 786—800.
- Каганский В. Л. Беларусь: география и судьба страны // Семь искусств, № 11 (126), ноябрь 2020 г.
- Кулешова М. Е. Слово редактора-составителя // Наследие и современность, 2020, т. 3, № 4, с. 7.
- Чебанов С. В. Функционально-смысловые типы речи в разных стилях и жанрах: от беллетристики к non fiction. В сб-ке: Понимание и рефлексия в России. Междунар. научно-практич. конф.: мат-лы докладов. Отв. ред. М. В. Оборина, М. Е. Отставнов. 2020, с. 340—383.
- Чебанов С. В. Когнитивная графика как способ изображения идей // МЕТОД: Московский ежегодник трудов из обществоведческих дисциплин: сб. науч. тр. / РАН. ИНИОН. Центр перспект. методологий социал. и гуманит. исслед.; ред. кол.: М. В. Ильин (гл. ред.) и др. — М., 2020. — Вып. 10: Вслед за Декартом. Идеальная чистота и материальная основа мышления, познания и научных методов. — С. 309—376.
- Борис Борисович Родоман доктор географических наук: биобиблиографический справочник / сост.: Б. Б. Родоман, Т. И. Герасименко; Южный федеральный университет. — Ростов-на-Дону, 2021, 118 с.
- Михаил Сигалов. Познать многоликий мир. Учёба, просветительство, привязанности, увлечения. — М.: «Новалис», 2021. — 264 с.
- Бейдык А. А. Большие пространства и поляризованные ландшафты в жизни путешественника и учёного (к 90-летию со дня рождения Б. Б. Родомана) // Псковский регионологический журнал, 2021, № 2 (46), с. 155—160.
- Бейдык А. А. Патриарх теоретической географии и выдающийся российский ходок (к 90-летию со дня рождения Б. Б. Родомана) // Современные проблемы сервиса и туризма, 2021, т. 15, № 1, с. 124—127.
- Бейдык А. А., Топалова О. И. Старейший романтик географии, натурфилософ и путешественник (к 90-летию со дня рождения Б. Б. Родомана) // Науковi записки Сумського державного педагогiчного унiверситету iменi А. С. Макаренка, с. 191—196.
- Бейдык А. А., Топалова О. Жизнь его зарождалась в Крыму (к 90-летию со дня рождения Б. Б. Родомана — старейшего романтика географии, натурфилософа и путешественника) // Геополитика и экогеодинамика регионов. Т. 7 (17), вып. 2, 2021 г., с. 14 — 18.
- Рейф, Игорь (Германия). Экологическая специализация России. Проект для страны и мира. Реальность или утопия? // Чайка. Seagull Magazine, 7 янв. 2022.
- Сигалов М. Р. Пространство, природа, жизнь. Исследования, публицистика, путешествия. — М.: Новалис, 2022, с. 54, 110, 208, 209.
- Каганский В. Л. К итогам творческой жизни Б.Б. Родомана (29 мая 1931, Москва – 26 декабря 2023, Москва) // Известия Российской академии наук. Серия географическая. — 2024. — Т. 88, вып. 1. — С. 100—102.
- Родоман. Сборник статей и воспоминаний / Сост. Т. И. Герасименко, А. Е. Левинтов, Г. Г. Камкин, Н. П. Лябина. — Издательские решения, 2024. — 466 с. — ISBN 9785006476226.

- Концепция поляризованной биосферы: научные истоки, междисциплинарный контекст и значение
  - Стрелецкий В. Н. Борис Борисович Родоман и поляризованный ландшафт (вместо введения) // Концепция поляризованной биосферы: научные истоки, междисциплинарный контекст и значение для социально-экономической географии: сборник научных материалов / под научн. ред. А. В. Стариковой, Т. Ю. Кондаковой; отв. ред. В. Н. Стрелецкий. — Ярославль: РИО ЯГПУ, 2022, с. 7 — 14.
  - Каганский В. Л. Поляризованная биосфера Бориса Родомана: 51 + аспект 51 год спустя // Концепция поляризованной биосферы: научные истоки, междисциплинарный контекст и значение для социально-экономической географии: сборник научных материалов / под научн. ред. А. В. Стариковой, Т. Ю. Кондаковой; отв. ред. В. Н. Стрелецкий. — Ярославль: РИО ЯГПУ, 2022, с. 15 — 27.
  - Шупер В. А. Теория экономического ландшафта А. Лёша и концепция поляризованного ландшафта Б. Б. Родомана // Концепция поляризованной биосферы: научные истоки, междисциплинарный контекст и значение для социально-экономической географии: сборник научных материалов / под научн. ред. А. В. Стариковой, Т. Ю. Кондаковой; отв. ред. В.Н. Стрелецкий. — Ярославль: РИО ЯГПУ, 2022, с. 27 — 33.
  - Полян П. М. В. П. Семёнов-Тян-Шанский и Б. Б. Родоман: переклички и преемственность // Концепция поляризованной биосферы: научные истоки, междисциплинарный контекст и значение для социально-экономической географии: сборник научных материалов / под научн. ред. А. В. Стариковой, Т. Ю. Кондаковой; отв. ред. В. Н. Стрелецкий. — Ярославль: РИО ЯГПУ, 2022, с. 33 — 36.
  - Ткаченко А. А. Несколько слов о Борисе Борисовиче Родомане // Концепция поляризованной биосферы: научные истоки, междисциплинарный контекст и значение для социально-экономической географии: сборник научных материалов / под научн. ред. А. В. Стариковой, Т. Ю. Кондаковой; отв. ред. В.Н. Стрелецкий. — Ярославль: РИО ЯГПУ, 2022, с. 46 — 51.
  - Волкова И. Н., Крылов П. М. Трансформация расселения Московской агломерации сквозь призму концепции поляризованного ландшафта Б. Б. Родомана // Концепция поляризованной биосферы: научные истоки, междисциплинарный контекст и значение для социально-экономической географии: сборник научных материалов / под научн. ред. А. В. Стариковой, Т. Ю. Кондаковой; отв. ред. В.Н. Стрелецкий. — Ярославль: РИО ЯГПУ, 2022, с. 58 — 62 для социально-экономической географии : сборник научных материалов / под научн. ред. А. В. Стариковой, Т. Ю. Кондаковой; отв. ред. В. Н. Стрелецкий. — Ярославль : РИО ЯГПУ, 2022. — 147 с.
  - Каганский В. Л., Лютикова Г. В. Глубинный туризм: понятие и явление // География и туризм. Научный рецензируемый журнал. 2003, № 1 (11), с. 12 — 15.

## Путешествия Бориса Родомана
- 1938 Украина, Поволжье от Горького (Н.Новгорода) до Сталинграда (Волгограда).
- 1939 Днепр, Одесса, Чёрное море, Сухуми, Батуми, Крым.
- 1941—1943 Омск и Омская обл., р. Иртыш, Тара.
- 1951 Крым.
- 1952 Дельта Волги и правобережье Волго-Ахтубы.
- 1953 Бурятия, хр. Хамар-Дабан, Хибины.
- 1954 Сев. и Южн. Осетия, Тбилиси, Баку, Чёрные Земли, дельта Волги и Волго-Ахтубинское займище, Эстония, Латвия, Калининград (Кёнигсберг), Литва.
- 1955 Вост. Памир, Ташкент, Чкалов (Оренбург).
- 1956 Финляндия, Закарпатье, Львов.
- 1957 Приморье (ДВ), Латвия, Эстония.
- 1958 Коми, р. Печора, Нарьян-Мар, Баренцево и Белое море, Архангельск.
- 1959 Крым.
- 1960 Днепропетровье, Крым, Алма-Ата — Иссык-Куль (пешком через два Алатау), Фрунзе (Бишкек), Самарканд, Бухара, Хива, Ургенч, Нукус.
- 1961 Эстония, Полярный Урал.
- 1962 Эльбрус, Сев. Таврия, Крым.
- 1963 Теберда и Домбай, Эльбрус, Алма-Ата.
- 1964 Хибины.
- 1965 Карелия, о-ва Кандалакшской губы, Соловки.
- 1966. Грузия, Армения, Азербайджан, Татарстан.
- 1967 Латвия, Прихоперье, Армения, Азербайджан.
- 1968 Сочи и Кр. Поляна, Туркмения, Бухара, Самарканд, Ташкент, Рязанская Мещёра, Закарпатье, Львов.
- 1969 Белоруссия, Селигер, Эмба (Казахстан), Коми, р. и г. Мезень, Баренцево и Белое море, Архангельск, Холмогоры.
- 1970 Новосибирск, Псковская обл., Фанские горы, Душанбе, Каргополь, Онега, Ветреный Пояс.
- 1971 Валдай — Осташков (на лыжах), Ашхабад, Хива, Нукус, Аральское море, о. Барса-Кельмес, Ветлуга, Телецкое оз., Горный Алтай, ледники Актру, Колывань, Барнаул.
- 1972 Краснодар, Темрюк, Фанагория, Анапа — Сочи, Красноярск, Минусинск, Тува, Монголия, Хакасия, Омск, Вологда.
- 1973 Калининград (Кёнигсберг), Латвия, Эстония, Выборг.
- 1974 Камчатка, Командоры, Пермь, Кунгур, Теберда, Клухорский пер.
- 1975 Крым, Вологда, Кириллов, Череповец, Воронеж, Ряз. Мещёра, Паланга, Петрозаводск и Кижи, Лапландия, Баренцево море, Архангельск.
- 1976 Латгалия, верховья Зап. Двины.
- 1977 Мордовия, Абхазия, Тамбовская обл., Одесса, Приднестровье, Кишинёв, Сев. Буковина, Киев.
- 1978 Вологда, Кириллов, Вел. Устюг, Эстония, Мурманская обл., Канд. губа, Ставрополь — Домбай, Иркутск, Нилова Пустынь, оз. Байкал.
- 1979 Малые путешествия и походы по Центральной России.
- 1980 Крым, Селигер, Приполярный Урал, Эстония.
- 1981 Эстония, Закарпатье, Львов.
- 1982 Марий Эл, Татарстан, Эстония, Дагестан, Туркмения.
- 1983 Реки Сура и Тверца.
- 1984 Эстония, Львов, Прикарпатье, Закарпатье.
- 1985 Выборг, Ряз. Мещёра, Эстония, Миасс, Новосибирск.
- 1986 Приэльбрусье, Курск, Стрелецкая Степь, Тбилиси, Телави.
- 1987 Эстония, Крым.
- 1988 Киев, Вышний Волочёк, оз. Шлино, Валаам, Сортавала, Петрозаводск, Кижи.
- 1989 Одесса, Эстония, Псков, Плёс, Кострома, Южн. Урал, г. Иремель, Белорецк, Уфа, Жигули, Крым.
- 1990 Литва, верховья р. Великой, Фрунзе (Бишкек), вокруг Иссык-Куля.
- 1991 Эстония, Смоленск — Козельск, «великий авиаперелёт» Чита — Комсомольск-на-Амуре (тх по р. Амур), Николаевск — Хабаровск — Новосибирск — Томск — Кемерово — Челябинск — Магнитогорск (жд) Стерлитамак (жд) Оренбург; Барнаул, Горно-Алтайск, Телецкое оз., облёт г. Белухи, Усть-Кокса, Плёс, Юрьевец, Кинешма.
- 1992 Кемерово, Горная Шория, Екатеринбург и окр., Литва, Латвия, Камчатка.
- 1993 Тульская и Орловская обл.
- 1994 Мирный (Якутия), Валдай, Польша, Германия, Франция (через 25 городов), Монако, Люксембург, Бельгия, Чехия.
- 1995 Финляндия, Зап. Белоруссия, Варшава
- 1996 Чехия, Словакия, Венгрия, Словения, Италия (с Сицилией), Сан-Марино.
- 1997 Низовья Оки, Турция (Анталья — Памуккале и пр.).
- 1998 Стамбул, Босфор, Принцевы о-ва, Жигули, Самарская Лука, Брянская обл., Молдова, Румыния (Яссы, Трансильвания).
- 1999 Смоленское Поозерье, Египет (Хургада, дельта и круиз по Нилу).
- 2000 Ряз. Мещёра, Верхн. Волга.
- 2001 Плёс, Кострома, Судиславль, Галич.
- 2002 Ст. Русса, Новгород, Чувашия, Польша, Саксония, Бавария, Лихтенштейн, Швейцария, Австрия, Башкирия.
- 2003 Селигер, нац. парки Вологодской и Калужской обл.
- 2004 Калужская и Орловская обл., Венгрия, Белгород, Ст. Оскол, Харьков, Орловское полесье, Ростов/Д. и окр., Таганрог.
- 2005 Калужская, Саратовская, Владимирская, Нижегородская, Рязанская, Тверская обл.
- 2006 Тульская, Сумская, Черниговская, Полтавская, Тверская обл., Финляндия, Швеция, Норвегия, Дания.
- 2007 Калужская, Ивановская, Винницкая обл., Таиланд, Малайзия.
- 2008 Владимирская, Ленинградская, Вологодская, Саратовская обл., Татарстан, Черногория, Хорватия (Дубровник), Албания.
- 2009 Непал, Вологодская и Калужская обл., Пермский край (Че́рдынь, Соликамск, Березники и др.), Каталония, Андорра, Байкальск.
- 2010 Португалия, Ростов/Д. и окр., Мышкин, Костромская обл., Греция.
- 2011 Эквадор (в том числе о-ва Гала́пагос и верховья притоков Амазонки), Киров (Вятка).
- 2012 Гоа, Пенза, Оренбургская обл., Переславль-Залесский.
- 2013 Мордовия, Вена, Исландия, Гренландия.
- 2014 С.-Петербург, Ингерманландия, Эстония (в том числе о. Сааремаа), Латвия, Хельсинки, Стокгольм, Башкортостан, Кипр (в том числе Северный).
- 2015 Шри-Ланка, Уральск, Оренбург, Пермский край (Усолье, Че́рдынь и др.), Псковская обл., С.-Петербург и окр., Клепиковские озёра, Дивногорье (Воронежская обл.), Крым.
- 2016 Гонконг, Макао, Браславские озёра, Иркутск, Кругобайкальская ж.д., Пермь, р. Койва и Чусовая (сплав на катамаране), Кунгур, Грозный, Аргунское ущелье, Магас.
- 2017 Кабардинка (Геленджик), Республика Сербская (БиГ), Познань, Нижняя Силезия, еврорегион Ниса (Польша, Чехия, Германия), Пермский край.
- 2018 Черногория, Краснодарский край, Азербайджан (в том числе Нахичевань), Алтай, Ставрополь, Домбай
- 2019 С.-Петербург, Псковская обл., Краснодарский край, Адыгея, Сев. и Юж. Осетия, Сарепта (Волгоград), дельта Волги, Татарстан, Оренбургская обл.
- 2021 Ярославская обл.
- 2022 Абхазия